# Julian Ahmataj
Julian Ahmataj, né le 24 mai 1979 à Elbasan est un entraîneur et ancien joueur de football albanais. Il jouait généralement sur le côté gauche de la défense ou du milieu de terrain, mais pouvait également jouer dans l'axe en tant que défenseur ou milieu de terrain.

## Biographie

### Flamurtari
Il est libéré par le président de Flamurtari, Shpëtim Gjika, le 19 juillet 2011, en même temps que trois autres joueurs, Daniel Xhafaj, Sebino Plaku (en) et Bledar Devolli (en).

## Statistiques en équipe nationale
| Équipe d'Albanie | Équipe d'Albanie | Équipe d'Albanie |
| Année            | Apparitions      | Buts             |
| ---------------- | ---------------- | ---------------- |
| 2002             | 1                | 0                |
| 2003             | 1                | 0                |
| Total            | 2                | 0                |